# Claude Alvin Villee Jr.
Claude Alvin Villee Jr. (ur. 1917 w Lancaster w Pensylwanii, zm. 7 sierpnia 2003) – amerykański biolog i profesor Uniwersytetu Harvarda.
Urodzony w Lancaster w Pensylwanii, Villee na początku studiował na Franklin and Marshall College, potem na University of California, gdzie uzyskał stopień doktora w zakresie genetyki i fizjologii. Pracę jako nauczyciel rozpoczął w Berkeley w roku 1941 jako adiunkt na University of North Carolina. Wtedy to rozpoczął pracę nad własnym podręcznikiem do biologii, w Polsce znanym jako "Biologia Villeego", do dziś uznawanym za jedną z najlepszych książek z dziedziny nauk przyrodniczych. Od 1946 do przejścia na emeryturę w 1991 roku, Villee pracował jako wykładowca na Uniwersytecie Harvarda.
Zajmował się badaniem m.in. syntezy hormonów w czasie rozwoju płodowego człowieka czy wpływu hormonów na metabolizm. Jest twórcą lub współtwórcą około 350 publikacji.